# キャムロン
キャムロン（Cam'ron、別名: Killa Cam、本名: Cameron Giles、1976年2月4日 - ）は、アメリカ合衆国のヒップホップMC。
ニューヨーク市マンハッタン区ハーレム地区出身。ハーレムを代表するラップグループ「ディプロマッツ」（通称「ディプセット」）の創始者であり、リーダー格でもある。また、ラッパーブラッドシェッドやビッグ Lの死去によって衰えたラップグループ「チルドレン・オブ・ザ・コーン」の一員でもある（グループの中では「キラー・キャム」という名前で活動していた）。また、いくつかの映画で出演・監督を務めている。

## 略歴
ジェイZがプロデュースを務めたアルバム『Come Home With Me』は全米でセール数が150万を超える大ヒットとなった。

## 確執
キャムロンは同じニューヨーク出身のラッパー50セント、ジェイ・Z、Mase、Nasなどとビーフがあった。2008年には所属するクルーDipsetのジム ジョーンズとジュエルズ サンタナとも不仲になったが後に和解した。

## ディスコグラフィ
スタジオ・アルバム
- Confessions of Fire (1998年)
- S.D.E. (2000年)
- Come Home With Me (2002年)
- Purple Haze (2004年)
- Killa Season (2006年)
- Crime Pays (2009年)
- Purple Haze 2 (2019年)

## フィルモグラフィ

### 映画
- 2002: Paper Soldiers
- 2002: Paid in Full
- 2005: State Property 2
- 2006: Killa Season